# Vasili Pustovoit
Vasili Stepánovich Pustovoit ( translitera al cirílico Василий Степанович Пустовойт ) (2 de enero de 1886, Taranovka, hoy Zmiev, Raion de Jarkov - 11 de octubre de 1972, Krasnodar) fue un destacado mejorador de cultivos ruso.
Pustovoit se graduó de la "Escuela Agrícola de Jarkov", en 1907, y del "Instituto de Agricultura de Kuban", en 1926. De 1908 a 1924 fue instructor en el "Instituto Agrícola de Kuban" , y desde 1926 hasta 1930 fue jefe de la subsección de Genética, mejoramiento genético y producción de semillas. En 1912, organizó la "Estación Experimental Kruglik de Fitomejoramiento" (desde 1932, Instituto de Investigaciones Científicas de Cultivos Oleaginosos de la Unión Soviética). De 1935 a 1972 dirigió el "Departamento de mejoramiento genético y producción de semillas de cultivos oleaginosos" y el "Laboratorio de mejoramiento de girasol" en el mencionado instituto.
Pustovoit fue uno de los primeros en mejorar girasoles por su alto contenido de aceite en el grano. Su mayor logro fue el aumento en contenido de aceite de los granos de girasol desde 28-32% a 50-53%. Además, desarrolló variedades resistentes a jopo (Orobanche cumana). En 1974, las variedades obtenidas por Pustovoit ocupaban más del 50% de la superficie destinada para este cultivo en la Unión Soviética. En otros países cerca de un millón de hectáreas se sembraban con variedades desarrolladas por este investigador. De hecho, toda la historia del surgimiento del girasol desde una planta de importancia secundaria a convertirse en uno de los principales cultivos de granos oleaginosos está inseparablemente vinculada con el nombre de Pustovoit. Es justamente llamado el padre de este cultivo.
Los logros de Pustovoit como mejorador de cultivos se hacen aún más notables por el hecho de que había de llevar a cabo sus experimentos de acuerdo con la errada dirección científica de Trofim Denisovich Lysenko (1898-1976). Bajo Lysenko, la ciencia en la Unión Soviética fue guiada solo por la ideología y la genética fue denunciada como reaccionaria, idealista, burguesa y formalista. A los mejoradores de cultivos, por ejemplo, no se les permitía hacer cruzamientos o autopolinizar las plantas, métodos rutinarios y típicos en otros países. A pesar de esta dificultad, Pustovoit desarrolló el método se selección artificial denominado «método de las reservas» que satisfizo a Lysenko y, al mismo tiempo, le permitió incrementar el porcentaje de aceite de la semilla de girasol.
Su hija, Galina Pustovoit, continuó con muchas de sus líneas de trabajo y fue galardonada con el Premio Pustovoit en 1980.

## Algunas publicaciones
- Izbrannye trudy. Moscú, 1966
- Rukovodstvo po selektsii i semenovodstvu maslichnykh kul’lur. Editor en jefe V. S. Pustovoit. Moscú, 1967
- Priemy vyrashchivaniia semian podsolnechnika. Krasnodar, 1969

### Libros
- 1976. Selection, seed culture and some agrotechnical problems of sunflower. Volumen 70, N.º 57248 de TT. Ed. Indian National Scientific Documentation Centre. 461 pp.

- 1973. Handbook of selection and seed growing of oil plants. Volúmenes 71-50100 de TT. Ed. Israel Program for Scientific Translations. 304 pp. ISBN 0-7065-1253-7

## Honores
- 1956: premio Lenin de la "Unión Académica de Ciencias Agrícolas"
- 1957, 1963: héroe del Trabajo Socialista
- 1963: se convirtió en miembro del Partido Comunista Ruso
- 1964: académico de la Academia de Ciencias de la URSS
- 1969: científico honrado de la RSFSR
- En su honor la Asociación Internacional de Girasol hace entrega del denominado Premio Pustovoit a científicos destacados por sus investigaciones en el cultivo de girasol.